# Marcos (Editorial Maga)
Marcos fue un cuaderno de aventuras, obra del guionista Pedro Quesada y el dibujante Manuel Gago, publicado por la valenciana Editorial Maga en 1958, con 30 números. Se trató de la primera incursión de Maga y de sus autores en la ciencia ficción.

## Trayectoria editorial
Hacia mediados de los cincuenta, proliferaron en España los tebeos centrados en la ciencia ficción (Diego Valor, El Mundo Futuro, Futuro, etc) y la editorial Maga también tanteó el terreno. "Marcos" fue, sin embargo, un éxito discreto, que no superó los treinta mil ejemplares de tirada ni los treinta números de duración.

## Valoración
"Marcos" se considera una serie fallida, tanto por el estilo gráfico descuidado que Manuel Gago puso en práctica, como por su ingenuidad y baja calidad de los guiones, impropia de Pedro Quesada.